# Sri-lankische Badmintonmeisterschaft 1971
Die Sri-lankische Badmintonmeisterschaft 1971 war die 19. Austragung der nationalen Titelkämpfe im Badminton in Sri Lanka.

## Sieger und Finalisten
| Disziplin    | Gold                                  | Silber                                |
| ------------ | ------------------------------------- | ------------------------------------- |
| Herreneinzel | L. R. Ariyananda                      | Ranjith de Silva                      |
| Dameneinzel  | Chandrika Mallawarachchi              | Shirani Perera                        |
| Herrendoppel | Ranjit de Silva L. R. Ariyananda      | Gerry Chandrasena Surendran Veeravagu |
| Damendoppel  | Amitha Silva Chandrika Mallawarachchi | D. G. D. Kusuma Shirani Perera        |
| Mixed        | L. R. Ariyananda D. G. D. Kusuma      | Surendran Veeravagu K. Dayaseeli      |